# Fëdor Vasil'evič Sabašnikov
Fëdor Vasil'evič Sabašnikov (in russo Фёдор Васильевич Сабашников?; Mosca, 1869 – Torino, 17 aprile 1927) è stato un letterato e mecenate russo, indicato nelle pubblicazioni anche come Theodor Sabachnikov o Teodoro Sabachnikoff, fu uno dei primi editori di edizioni in facsimile dei manoscritti di Leonardo da Vinci. Cittadino onorario della città di Vinci, presentò al Re d'Italia il manoscritto originale del Codice sul volo degli Uccelli di Leonardo. Morì in un manicomio per mendicanti di Torino.

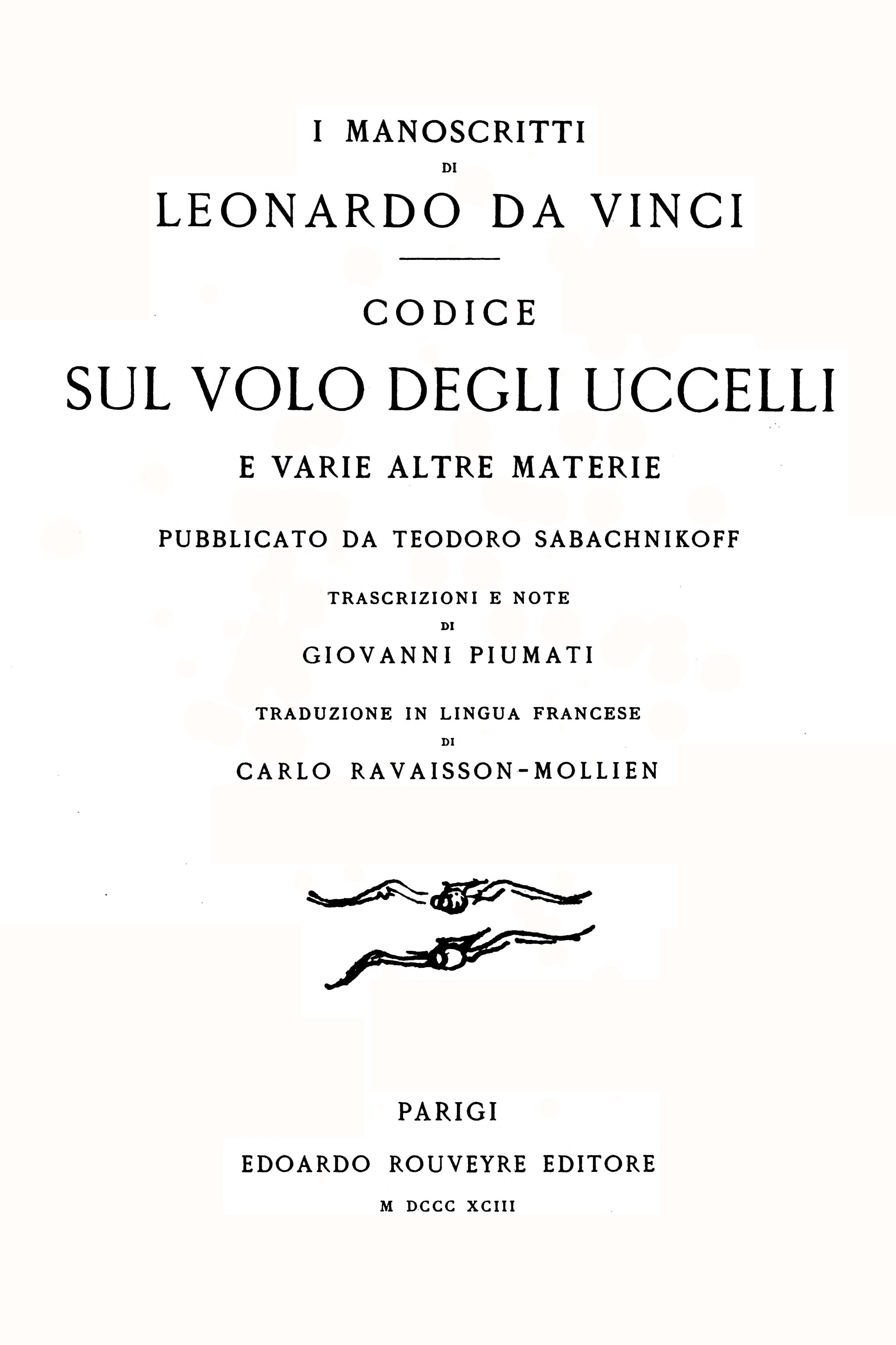
Frontespizio del volume edito nel 1893

Fu anche l'autore di un'indagine sistematica sulle province aurifere siberiane.

## Biografia
Figlio di un ricco mercante e imprenditore siberiano di Kyakhta, Vasily Nikitich Sabashnikov, che fece una grande fortuna nel commercio del tè e nell'estrazione dell'oro, e di Serafima Savvatyevna (nata Skornyakova), che aveva studiato a San Pietroburgo e si faceva arrivare i nuovi libri da Mosca e Parigi. Tra i conoscenti dell'ospitale e colta famiglia Sabashnikov c'erano i decabristi che vivevano a Selenginsk. M. A. Bestuzhev, la cui figlia visse con i Sabashnikov durante i suoi anni di studio al ginnasio femminile di Kyakhta, scrisse della padrona di casa: "La signora Sabashnikova, che si è assunta il sacro dovere di essere una seconda madre per Lyolya, una donna istruita, parla molto bene il francese, ha figli e, quindi, questa è la migliore scuola per Lyolya". 
Fëdor aveva sei fratelli. Quattro maggiori che nacquero a Kyakhta - Ekaterina (1859-1930), Antonina (Nina) (1861-1945), Alexander (?) e Vasily (1863-1877) - e due minori che nacquero invece a Mosca:  Mikhail (1871-1943) e Sergei (1873-1909). Il padre, V. N. Sabashnikov, gestiva il commercio all'ingrosso del tè cinese, trasportato attraverso Kyakhta. Allo stesso tempo, era impegnato nella ricerca di giacimenti d'oro nei bacini della Transbaikalia e delle regioni dell'Amur. Era comproprietario delle miniere di Onon e Zeya. "Ononskaya K' br. Sabashnikov era una delle società private più longeve della Transbaikalia ed estrasse oro fino al 1917. Alla fine degli anni '60 dell'Ottocento, il capo della famiglia decise di chiudere la sua azienda di commercio di tè a Kyakhta in connessione con l'apertura di una nuova rotta per la sua consegna attraverso il Canale di Suez e di trasferirsi a Mosca. Dapprima affittò a Mosca 
una casa in Bolshoy Levshinsky Lane, e nel 1873 costruì la sua villa sulLa casa dei Sabashnikov sull'Arbat. 
La casa, costruita in stile barocco, soddisfaceva le esigenze di una famiglia numerosa e ricca ed era arredata secondo il gusto raffinato di Serafima Savvatyevna. Il fratello di Fëdor Mikhail, descrisse l'arredamento della casa in cui crebbero i giovani Sabashnikov: "Una magnifica scala di marmo a due rampe, marmo bianco con statue di bronzo che portano lampade che illuminano la scala. Una sala accogliente con stucchi, contraddistinta da una rara risonanza, che ha deliziato A. G. Rubinstein. Sala da pranzo in rovere. Un soggiorno nero con arazzi e un soggiorno rosso con cariatidi di marmo bianco..." [6]. La casa conteneva arazzi europei, antichi dipinti cinesi, vasi di Sèvres e cinesi, libri e album splendidamente illustrati. Nel 1875, Serafima Savvatyevna, che cercava di avvicinare i bambini alla cultura europea, viaggiò con le sue figlie e Fëdor in un viaggio all'estero[8].
Rimase orfano presto: il 22 luglio 1876 morì sua madre e tre anni dopo, l'8 settembre 1879, morì suo padre. Lo zio dei bambini, Mikhail Nikitich Sabashnikov, divenne formalmente il tutore dei bambini, ma presto la cura effettiva della casa, dei fratelli minori e della loro educazione domestica fu assunta da sua sorella, Ekaterina Vasilievna. Studiò al famoso ginnasio privato di L. I. Polivanov, che dava ai diplomati un'educazione umanitaria classica. Amava leggere libri di sociologia, tra cui le opere di Spencer, Buckle. L'inizio dei suoi studi al ginnasio coincise con l'intensificarsi dei sentimenti rivoluzionari nella società russa. Il 1º marzo 1881 fu assassinato l'imperatore Alessandro II. Secondo i contemporanei, quando discuteva di ciò che stava accadendo, Fëdor si appellava alla storia delle rivoluzioni francesi, sosteneva le idee e i metodi dei terroristi: "La monarchia è sopravvissuta al suo tempo. Ci sono situazioni in cui la violenza è necessaria... La servitù della gleba fu abolita solo a parole. Il popolo non è liberato. Deve essere liberata, e spetta a noi, alla nostra generazione, farlo"[7].
L'isolamento giovanile, la tendenza alla malinconia e all'impulsività[9] portarono a un crollo psicologico e a un tentativo di suicidio alla fine del 1884. Per invertire la tendenza in famiglia, si decise che sarebbe stato utile per Fëdor cambiare l'ambiente e trasferirsi a San Pietroburgo. Lì si diplomò al ginnasio di Y. G. Gurevich, e nel 1886 entrò all'Università di San Pietroburgo.
La casa dei Sabashnikov sull'Arbat, costruita in stile barocco, soddisfaceva le esigenze di una famiglia numerosa e ricca ed era arredata secondo il gusto raffinato di Serafima Savvatyevna. Il fratello di Fëdor Mikhail, descrisse l'arredamento della casa in cui crebbero i giovani Sabashnikov: "Una magnifica scala di marmo a due rampe, marmo bianco con statue di bronzo che portano lampade che illuminano la scala. Una sala accogliente con stucchi, contraddistinta da una rara risonanza, che ha deliziato A. G. Rubinstein. Sala da pranzo in rovere. Un soggiorno nero con arazzi e un soggiorno rosso con cariatidi di marmo bianco..." [6]. La casa conteneva arazzi europei, antichi dipinti cinesi, vasi di Sèvres e cinesi, libri e album splendidamente illustrati. Nel 1875, Serafima Savvatyevna, che cercava di avvicinare i bambini alla cultura europea, viaggiò con le sue figlie e Fëdor in un viaggio all'estero[8].
Rimase orfano presto: il 22 luglio 1876 morì sua madre e tre anni dopo, l'8 settembre 1879, morì suo padre. Lo zio dei bambini, Mikhail Nikitich Sabashnikov, divenne formalmente il tutore dei bambini, ma presto la cura effettiva della casa, dei fratelli minori e della loro educazione domestica fu assunta da sua sorella, Ekaterina Vasilievna. Studiò al famoso ginnasio privato di L. I. Polivanov, che dava ai diplomati un'educazione umanitaria classica. Amava leggere libri di sociologia, tra cui le opere di Spencer, Buckle. L'inizio dei suoi studi al ginnasio coincise con l'intensificarsi dei sentimenti rivoluzionari nella società russa. Il 1º marzo 1881 fu assassinato l'imperatore Alessandro II. Secondo i contemporanei, quando discuteva di ciò che stava accadendo, Fëdor si appellava alla storia delle rivoluzioni francesi, sosteneva le idee e i metodi dei terroristi: "La monarchia è sopravvissuta al suo tempo. Ci sono situazioni in cui la violenza è necessaria... La servitù della gleba fu abolita solo a parole. Il popolo non è liberato. Deve essere liberata, e spetta a noi, alla nostra generazione, farlo"[7].
L'isolamento giovanile, la tendenza alla malinconia e all'impulsività[9] portarono a un crollo psicologico e a un tentativo di suicidio alla fine del 1884. Per invertire la tendenza in famiglia, si decise che sarebbe stato utile per Fëdor cambiare l'ambiente e trasferirsi a San Pietroburgo. Lì si diplomò al ginnasio di Y. G. Gurevich, e nel 1886 entrò all'Università di San Pietroburgo.
Frequentò l'Università di San Pietroburgo ma venne espulso per aver partecipato a disordini studenteschi e dovette trasferirsi in Germania, presso l'Università di Bonn. Qui entrò in contatto con Giovanni Piumati, interessato allo studio dei codici di Leonardo da Vinci.
Nel 1892 Sabašnikov utilizzò parte della propria eredità per acquistare il Codice sul volo degli uccelli di Leonardo dagli eredi di Giacomo Manzoni per 30.000 franchi. Nel 1893 pubblicò un'edizione in facsimile del codice dedicata a Margherita di Savoia con una prefazione in due lingue, italiana e francese. Egli donò poi il manoscritto originale al Umberto I, che a sua volta consegnò il manoscritto per la conservazione alla Biblioteca Reale di Torino. Sabašnikov acquistò poi anche uno dei fogli mancanti.
Nonostante l'assenza di titoli, Sabašnikov negli articoli italiani che riportarono gli avvenimenti era indicato come "principe".
Nel 1898 fece pubblicare anche due volumi con i disegni anatomici di Leonardo della raccolta Windsor.